# 国立病院機構横浜医療センター附属横浜看護学校
国立病院機構横浜医療センター附属横浜看護学校（こくりつびょういんきこうよこはまいりょうセンターふぞくよこはまかんごがっこう）とは、独立行政法人国立病院機構が神奈川県横浜市戸塚区に設置する専修学校である。横浜医療センターと同一敷地内にある。文科省付与の学校コードは「H114310000517」。

## 概要
実習先には隣接する横浜医療センターと、神奈川県内に所在する他の系列4病院（神奈川病院、箱根病院、久里浜医療センター、相模原病院）で実習できる環境があり、実習期間中は宿泊環境を備えている。また、奨学金制度も複数ある。

## 沿革
- 1963年（昭和38年）9月1日 - 設置認可。
- 1964年（昭和39年）4月1日 - 国立横浜療養所 附属高等看護学院 開校
- 1968年（昭和43年）4月1日 - 国立横浜病院 附属高等看護学院と名称変更
- 1975年（昭和50年）4月 - 国立横浜病院 附属看護学校と改称
- 1995年（平成07年）1月23日 - 専門士の称号が付与できる専門学校の専門課程として認可。
- 2002年（平成14年）3月 - 保健師助産師看護師法の施行（旧保健婦助産婦看護婦法）により男女ともに「看護師」という名称に統一。
- 2002年（平成14年）4月 -  国立病院 横浜医療センター 附属看護学校と名称変更
- 2004年（平成16年）3月 - 独立行政法人 国立病院機構 横浜医療センター 附属看護学校と名称変更
- 2007年（平成19年）4月 - 独立行政法人 国立病院機構 横浜医療センター 附属横浜看護学校と名称変更
- 2014年（平成26年）3月31日 - 文部科学大臣より「職業実践専門課程」の認定。

## 学科
- 看護学科（3年課程、学年定員80名、総定員240名）

## 卒業後の資格
- 専門士（医療専門課程）称号[1]
- 看護師国家試験の受験資格
- 保健師・助産師養成学校受験資格
- 大学編入学資格

## 交通アクセス
- 大船駅（JR東海道線・JR横須賀線・JR京浜東北線・湘南モノレール）
  - 大船駅西口（観音口）から神奈川中央交通バスに乗車。（約15分）

「俣野公園・横浜薬大前」行き、又は「俣野公園・横浜薬大前経由立場ターミナル」行きに乗車、バス停「横浜医療センター前」で下車。
- 戸塚駅（JR東海道線・JR横須賀線・横浜市営地下鉄）
  - 戸塚バスセンター（戸塚駅西口から徒歩5分）から神奈川中央バスに乗車。（約15分）

「俣野公園・横浜薬大前」行き、又は「ドリームハイツ」行きに乗車、バス停「横浜医療センター前」で下車。
- 藤沢駅（JR東海道線・小田急江ノ島線・江ノ島電鉄）
  - 藤沢駅北口（さいかや前）バス停から神奈川中央バスに乗車。（どちらも約20分）

「戸塚バスセンター」行きに乗車、バス停「原宿」で下車。
「俣野公園・横浜薬大前」行きに乗車、バス停「横浜医療センター前」で下車。